# Schefflera awa
Schefflera awa là một loài thực vật có hoa trong Họ Cuồng cuồng. Loài này được Ram.-Padilla mô tả khoa học đầu tiên năm 2004.